# Santigold
Santi White (Filadélfia, 25 de setembro de 1976), mais conhecida pelo seu nome artístico Santigold, é uma cantora, compositora e produtora musical nascida nos Estados Unidos. A artista lançou em 2008, seu álbum de estreia Santogold, através da Atlantic Records, que recebeu críticas positivas. No ano de 2012, ela acabou por distribuir seu segundo disco de estúdio Master of My Make-Believe, pela mesma gravadora. Em fevereiro de 2016, White lançou seu terceiro álbum de estúdio, 99¢. Em julho de 2018, foi lançado de surpresa o seu quarto álbum de estúdio intitulado como I Don't Want: The Gold Fire Sessions.

## Vida
Santigold nasceu na Filadélfia, Pensilvânia, Estados Unidos. Estudou na Germantown Friends School, na Filadélfia, e mais tarde, frequentou a faculdade na Universidade Wesleyan, onde formou-se em estudos musicais e afro-americanos. White é casada com Trevor Andrew, com quem ela têm um filho chamado Radek, nascido em 2014, e em 2018, teve gêmeos, Honor e Icho.

## Início de carreira
Ela obteve seu pseudônimo na década de 1990, depois que um amigo lhe presenteou com um apelido. Ela trabalhou para a Epic Records como representante da A & R, mas deixou o cargo de co-escritora e produtora executiva de "How I Do", o álbum de estreia da cantora Res.
Ela era a vocalista da banda de punk rock Stiffed, baseada na Filadélfia, que lançou os álbuns Sex Sells (2003) e Burned Again (2005): ambos foram produzidos pelo baixista de Bad Brains, Darryl Jenifer. Enquanto na banda, à White foi oferecido um contrato solo por Martin Heath, do rótulo independente, baseado em Londres, Lizard King Records.

## Carreira Solo

### Santogold, turnês e outras performances (2007-2010)
Seus primeiros singles em carreira solo, "Creator" e "L.E.S. Artistes", receberam atenção dos meios de comunicação da Internet em 2007, e seu álbum de estreia "Santogold", concebido com o colega John Hill, membro da Stiffed, foi publicado em abril 2008. O disco apresentou aparências e trabalhos de produção de Chuck Treece, Diplo, Switch e Jonnie "Most" Davis, entre outros. Combinando uma variedade de gêneros musicais que vão desde new wave ao rock alternativo e ao reggae, o álbum foi muito bem recebido por críticos após a liberação e foi conhecido por sua "confiança entre gêneros".
"Santogold" foi aclamado pela crítica por Entertainment Weekly e Spin, enquanto "L.E.S. Artistes" atingiu a segunda posição na lista "Singles of the Year", da Rolling Stone. Santogold atingiu o sexto lugar na lista de "Álbuns do Ano" da revista. "Creator", juntamente com "Lights Out", apareceu em comerciais nos EUA e no Reino Unido.
Durante o verão de 2008, ela lançou um CD mixtape, Top Ranking: A Diplo Dub, que foi bem recebido por Pitchfork e NME. Para sustentar a turnê do álbum Santogold, ela fez turnês com M.I.A e Björk, e, em junho de 2008, Coldplay a convidou para ser a atração que realizou a abertura dos shows da banda, nos EUA. Sua própria turnê dos EUA foi chamada de "Goldrush Tour", e, após sua conclusão, ela apoiou Jay-Z e Kanye West em uma série de shows, e The Streets, no festival de música Electric Proms da BBC.  Ela terminou a abertura da turnê para Beastie Boys com três concertos no turno da Swing State Tour.
Em fevereiro de 2009, White anunciou a mudança de seu nome artístico (Santogold) para Santigold, por razões relacionadas a uma possível ação judicial do diretor Santo Victor Rigatuso, que produziu o filme de S. Gold's Blood Circus em 1985. Ela terminou a segunda etapa da turnê em agosto de 2009 no Festival Lollapalooza em Chicago, com o Billboard observando, que "entregou um conjunto brilhante e atraiu uma platéia de tamanho" para um show no final da tarde. Antes de deixar o palco, ela anunciou que estava se preparando para escrever seu próximo álbum.

### Master of My Make-Believe (2011-2013)
Em 2011, ela publicou a música "Go!", com participação da Karen O, do Yeah Yeah Yeahs. A faixa foi produzida por Switch, Q-Tip e ela mesma, e a NME elogiou-a como uma faixa "frágil e brilhante" com "grandes 'booms' militaristas de tambor".
Ela anunciou que o sucessor do Santogold estrearia na primavera de 2012: foi gravado, em parte, na Jamaica e co-produzido, em parte, com a TV no Dave Sitek da Rádio. Ela descreveu o Master of My Make-Believe como "sonicamente eclético, mas com algumas bolas curvas épicas lançadas na mistura". A cantora disse ainda: "Quero que seja sobre a criação de sua própria realidade. Eu tenho uma música chamada 'The Keepers':  'Nós somos os guardiões, enquanto dormimos na América, nossa casa está queimando'".  "Big Mouth", a primeira faixa e o vídeo do álbum foram publicados no final de janeiro com download gratuito. Em fevereiro, um vídeo animado para "Disparate Youth" foi lançado em seu canal oficial do YouTube, como o primeiro single do álbum. Também foi lançado no iTunes nos EUA e mais tarde, juntamente com vários remixes, no Reino Unido. Master of My Make-Believe foi lançado no final de abril. Para aclamação da crítica, "Disparate Youth" foi apresentado em um anúncio de dezembro de 2012 para o 2013 Honda Civic e uma versão para piano da música foi usada em um anúncio de 2012-2013 para o seguro Direct Line. Ela então foi em turnê e abriu alguns shows dos EUA para a banda Red Hot Chili Peppers na "I'm With You Tour". Em maio e junho, ela encabeçou seus próprios shows dos EUA antes de uma turnê europeia de verão. Em 15 de agosto de 2012, ela atuou no convés do USS Intrepid como parte de "Stephest Colbchella '012: Rocktaugustfest" no The Colbert Report, e em 9 de maio de 2013, ela apareceu como ela no episódio do "The Office AARM". Em 2013, ela gravou a música "Girls" para a trilha sonora
da série de mesmo nome.  Ela fez uma aparição especial como Millie na "Adult Swim"
Dois anos após encerrar a turnê de seu segundo álbum de estúdio, em 2015, a faixa "GO!", foi selecionada para fazer parte da trilha sonora do filme de comédia Spy (filme).

### 99¢ (2015-2017)
Em junho de 2015, ela contribuiu com a música "Radio" para a trilha sonora do filme Paper Towns (filme). Em novembro, "Can't Get Enough Of Myself" foi lançado como o primeiro single do seu novo álbum 99 ¢. Em fevereiro de 2016, Santigold lançou um vídeo interativo para a música, que permitiu que os espectadores se inserissem no vídeo, promovendo a mensagem da música sobre auto-absorção e promoção na era da mídia social. Em relação à música e ao vídeo, Santigold comentou: "Não temos ilusão de que não vivamos neste mundo onde tudo está empacotado. A vida das pessoas, persona, tudo, é deliberada e mediada. Pode ser escuro, assustador e complicado, e nos assombra, mas também pode ser bobo e divertido e podemos aprender a brincar com ele ". Uma segunda faixa, "Who Be Lovin' Me", que apresentou o iLoveMakonnen, foi disponibilizada em dezembro. 99¢, seu terceiro álbum, foi lançado em fevereiro de 2016. A Mojo escreveu em uma revisão de quatro estrelas que 99¢ tinha "prazer, luz do sol e subversão". Santigold então entrou em uma turnê pelos EUA de março até maio.
Curioso notar que os vocais da cantora Charli XCX estão presentes na composição da faixa "Banshee" do álbum.
I Don't Want: The Gold Fire Sessions (2018 - 2021)
Em 2018, Santi lançou uma mixtape no dia 27 de Julho, pegando todos de surpresa. Em entrevista, ela disse que a surpresa foi proposital.
Antes de lançar o novo álbum, Santigold voltou aos palcos e tocou em um show. Tempo depois, o álbum foi lançado.
Durante a nova turnê, ela abria shows para a cantora Lauryn Hill, porém, por motivos desconhecidos, Santigold foi retirada e passou a fazer seus próprios shows, tocando em diversos festivais, como Music Tastes Festival, Life Is Beautiful e Treasure Island Music Festival.
O álbum conta com 10 faixas, que possuem uma pegada de reggae eletrônico, com um ar tropical jamaicano, bem dançante. No dia 26 de Julho, ela apresentou o primeiro single postado em seu canal no youtube: "Run the Road", uma faixa quente e movimentada, junto da notícia de que lançaria o seu álbum no dia posterior.
I Don't Want: The Gold Fire Sessions é uma junção de antigas demos que não foram finalizadas. Com toda a engenhosidade como artista, White conseguiu, junto de seus produtores Dre skull, Diplo, Ricky Blaze e King Henry, transformar tais demos em um álbum de dancehall muito energético e peculiar. O projeto conta com a participação da cantora Shenseea, na faixa "Don't Blame Me". Além disso, faixa "Run The Road" ganhou uma certa popularidade após ser colocada na trilha sonora da série Euphoria (série de televisão), estrelada pela atriz Zendaya. O maior hit de sua carreira "Disparate Youth" entrou para a trilha sonora da série Unorthodox (minissérie) da Netlifx, em março de 2020.
Spirituals (2022 - presente)
6 anos após seu último álbum, o divertido 99 ¢, Santi lançou de surpresa o primeiro single do seu mais novo projeto, até então desconhecido. A música "High Priestess" foi lançada no dia 18 de maio de 2022, juntamente com um pequeno vídeo no Youtube, com uma versão reduzida da música. Em junho de 2022, no lançamento do segundo single chamado "Ain't Ready", Santi ainda divulgou o nome do novo álbum, finalmente "Spirituals" estava pronto para ver a luz do dia. A música "Ain't Ready" também recebeu um vídeo, onde existe uma atmosfera paranormal e de suspense. A música é marcada por graves e percussões que intensificam a atmosfera sonoramente macabra da música, mas com uma letra sempre afiada. Um mês após o último lançamento, a mais nova música, "Nothing", foi lançada no dia 13 de julho, também recebendo um pequeno vídeo. No intervalo entre "Nothing" e a próxima música, Santigold postou um vídeo muito simples em suas redes sociais, demonstrando muita felicidade e euforia com o lançamento do remix da música Break My Soul. No remix creditado como "Break My Soul (THE QUEENS REMIX)" uma parceria entre Beyoncé e Madonna, Santigold é citada na ponte da música, como sendo uma das mulheres negras mais importantes para o cenário musical global. Santi é citada juntamente de outros grandes nomes não só da música como também de outras vertentes culturais, como Nina Simone, Erykah Badu, Lizzo, Kelly Rowland, Janet Jackson, Tierra Whack, Lauryn Hill, Aretha Franklin, Chloe Bailey, Halle Bailey, Alicia Keys, Whitney Houston, Rihanna, entre outros nomes. Foi um momento muito importante para Santi e ela demonstrou isso em suas redes sociais. No dia 10 de agosto, Santi divulgou a sua mais nova música "Shake", com um vídeo muito intrigante para o Youtube. 
Após a alguns meses desde o início dos lançamentos dos singles, finalmente, o álbum Spirituals foi lançado no dia 09 de Setembro de 2022, sob o selo de sua própria gravadora, Little Jerk Records. Um pequeno vídeo da música "Fall First" foi lançado, fazendo alusão às raízes musicais de Santigold, onde ela está vestida de uma forma bem punk, em um estacionamento enquanto toca a música com um baixo ao lado de sua banda, bem como nos anos 2000 quando tocava na banda Stiffed. 
No dia 27 de setembro, quase 20 dias após o lançamento do seu álbum, Santi usou suas redes sociais para divulgar que a sua turnê do novo álbum, "Holified Tour", seria cancelada. “Não continuarei me sacrificando por uma indústria que se tornou insustentável e desinteressada pelo bem-estar dos artistas sobre os quais se baseia”, disse em entrevista. De forma geral, White afirmou que muitos artistas não tinham condições de sustentar uma turnê, visto que o mundo ainda estava saindo de uma crise deixada pela COVID-19, e que a pandemia global causada pelo vírus, afetou a saúde mental de muita gente, inclusive a dela. Preços abusivos, impostos elevados; várias coisas contribuíram para o cancelamento de sua nova turnê. Este pronunciamento fez com que alguns outros artistas concordassem com Santi, visto que era uma verdade aparente. Dos grandes nomes até os artistas mais independentes, muitos precisaram cancelar suas turnês. 
A era do novo álbum trouxe novos projetos de Santi, como o seu podcast "Noble Champions", anunciado no dia 25 de outubro de 2022. O primeiro episódio veio ao ar nas plataformas de streaming no dia 31. Ao longo da primeiro temporada, Santi trouxe muitos amigos artistas para conversar sobre inúmeras questões, inclusive falando sobre seus próprios trabalhos. Reinventando seu próprio mercado, Santi também lançou sua linha de chás que leva o nome do álbum. Todos os produtos estão disponíveis em seu site oficial. 
Mesmo precisando cancelar sua turnê, Santigold finalmente foi chamada para cantar com sua banda na National Public Radio, também conhecida no Youtube como "NPR Music", uma estação de rádio onde artistas de todo o mundo se apresentam. A apresentação foi postada em novembro de 2022. Santi preparou um setlist nostálgico com pitadas de atualidade, tocando músicas desde seu primeiro álbum em carreira solo até uma música de sua antiga banda "Stiffed". Ainda em novembro, foi lançado mais um pequeno vídeo em seu canal no youtube, desta vez para a música "My Horror". 
Já em 2023, Santigold lança o seu último vídeo no Youtube. A música escolhida foi a faixa "Witness". Em 2023, Santi pôde voltar aos palcos e dar continuidade a divulgação de seu último projeto. A música "GO!" parceria entre Santi e Karen O compôs o trailer da série "The Power" da Amazon Prime, que veio ao ar em março de 2023.
Colaborações
Além de seu próprio trabalho, White também colaborou com vários outros artistas. Ela co-escreveu a faixa-título para o álbum de 1999 da GZA, "Beneath the Surface", que apresentou a cantora Res. Ela também co-compôs e produziu a grande maioria das canções do álbum da cantora Res "How I Do", em 2001, e mais tarde apareceu na música "Stay In Line" no álbum de 2002 da GZA, "Legend of the Liquid Sword".
Em 2007, White apareceu na versão de "Preetty Green", do The Jam, em sua primeira performance como Santogold. White co-escreveu para Lily Allen em "Littlest Things", junto de Ronson, e co-compôs para Ashleey Simpson com Kenna, incluindo o single principal "Outta My Head (Ay Ya Ya)". Em 2008, ela gravou uma música com Pharrell Williams da N.E.R.D., e com Julian Casablancas, do The Strokes, para Converse. Santigold explicou que os músicos gravaram a música separadamente, e fizeram "sua própria coisa separada".
No mesmo ano, uma faixa chamada "Brooklyn Go Hard", produzida por Kanye West, continha uma amostra da trilha de Santigold, "Shove It". Apareceu na trilha sonora do Notorious B.I.G. Biografia notória. A música também foi lançada para download via assinatura de (RED) Wire, com uma parte dos lucros voltados para a organização Red de produtos da Bono. "Brooklyn Go Hard" estreou nas Canções Hot R & B / Hip-Hop do Billboard na posição de número 62.
Em 2009, ela cantou na trilha "Whachadoin?" com a M.I.A., o Nick Zinner de Yeah Yeah Yeahs e Spank Rock para o álbum de estréia do DJ collective N.A.S.A., The Spirit of Apollo, bem como na música intitulada "Gifted" com Kanye West e Lykke Li. Ela então colaborou com Basement Jaxx's no seu álbum "Scars", adicionando seus vocais à música "Saga". Imbatível com Drake e Lil Wayne. Também em 2009, seus vocais foram incluídos na trilha do Major Lazer, "Hold the Line". No mesmo ano, ela também produziu várias faixas no álbum de reunião 2010 de Devo, Something for Everybody.
Em 2010, Santigold, ao lado de Switch e Sam Endicott, do The Bravery, ajudou a escrever as músicas de Christina Aguilera "Monday Morning" e "Bobblehead" para o álbum "Bionic". Em 2011, ela apareceu no álbum "Hot Beestie Boys's Hot Sauce Committee, Part II", e foi destaque na faixa "Don't Play No Game That I Can Win". Ela também participou do álbum "Turtleneck & Chain", da Lonely Island, que empresta seus vocais à faixa "After Party". White colaborou com Spank Rock em "Car Song", para o seu álbum "Everything Is Boring and Everyone is a Fucking Liar".
Em 2012, Santigold foi uma dos convidados no álbum de Amadou & Mariam, "Folila", e apareceu na faixa "Dougou Badia". Em 2013, ela apareceu no álbum de estrondo do A$AP Rocky, "Long. Live.", aparecendo na faixa "Hell".
Em 2015, Santigold foi destaque na música de iLoveMakonnen, "Forever". Em 2016, apareceu na música da banda de pop rock OneRepublic, "Neighborhood" (listada como NbHD) de seu quarto álbum de estúdio, "Oh My My".
Em 2017, regravou a música "Give It All(With You)", ao lado de Vince Staples. A canção entrou para a trilha sonora de Power Rangers (filme).

### Estilo e influências
White tem uma gama vocal de mezzo-soprano, e seu estilo é comparado frequentemente com o de M.I.A. Em resposta à comparação, White declarou que ambas são "mulheres que têm influências semelhantes e que trabalharam com algumas das mesmas pessoas", mas que sua "música é diferente e que ela não foi influenciada pelo que a imprensa estava dizendo" acrescentando:
"Eu não consigo pensar em alguém que seria um melhor ajuste de alguém que eu sou, como... Eu acho que o que é preciso sobre essa comparação é que ela é uma artista que tem muitas influências diferentes... e está juntando as coisas de uma maneira que é inesperada e sem gênero ". Santigold e sua amiga Amanda Blank foram descritas como parte de "uma nova safra de atos jovens, multiculturais e femininos na sequência do MIA causando agitação na Internet e em salas de conferência indie-label."
White também revelou sua apreciação da música com estilo New Wave, dizendo que "My Superman" é uma interpolação de uma música Siouxsie e Banshees, "Red Light". A cantora também afirmou que ela é inspirada por músicas pop dos anos 80, sentindo que "tem uma profundidade", e que ela espera "trazer mais algumas músicas pop boas". As principais influências da cantora são James Brown e Aretha Franklin e citou Devo como sua "banda favorita". White também cresceu ouvindo muito estilos como reggae, jazz, Fela Kuti e música nigeriana. Também é fã do trabalho da cantora islandesa Björk.

### Legado
O cantor e compositor australiano Kevin Mitchell, sob o apelido de Bob Evans, afirmou que o trabalho de Santigold foi uma influência para a criação de seu quarto álbum Familiar Stranger. Como parte de seu desempenho para o programa de café da manhã da estação de rádio australiana Triple J, em março de 2013, Mitchell realizou uma interpretação da música "Disparate Youth", de Santigold - o desempenho ocorreu durante a conclusão das atividades "O Week" (semana de orientação para universidades australianas ) nos estúdios ABC em Melbourne, Austrália.
Não há como deixar de citar o grandioso remix da música Break My Soul, parceria entre Beyoncé e a rainha do pop Madonna, onde Santigold é citada como uma das mulheres negras mais importantes para a indústria musical, de acordo com a própria Beyoncé. Santi já trabalhou com o marido de Beyoncé, o rapper Jay-Z.

### No Brasil
Ainda na turnê do álbum "Master of My Make-Believe", Santigold apresentou-se em dois festivais diferentes realizando assim, três shows com seu grupo musical, no Brasil.
Em 2012, foi headliner do festival Back2Black, na antiga Estação Leopoldina, Rio de Janeiro. O show aconteceu no dia 25 de novembro e fechou a terceira e última noite do festival. Curiosamente, na capa do seu álbum 99 ¢, lançado 4 anos após a sua primeira vinda ao Brasil, existe uma placa de carro escrito "Back 2 Black Festival // Santigold // Brasil". Olhando as postagens mais antigas da cantora em seu instagram, podemos ver que o Brasil foi uma experiência interessante na vida dela.
Em 2014, Santigold voltou ao Brasil e foi headliner do Festival Batuque 2014, cujo atrações são todas dedicadas ao gênero musical black music. Fez dois shows em São Paulo nas duas noites do festival, dia 6 e 7 de dezembro, no SESC Santo André.

## Discografia
Álbuns
- (2008): Santogold
- (2012): Master of My Make-Believe
- (2016): 99¢
- (2018): I Don't Want: The Gold Fire Sessions
- (2022): Spirituals

Singles
- (2008): "Creator"
- (2008): "L.E.S. Artistes"
- (2008): "My Drive Thru"
- (2008): "Lights Out"
- (2008): "Say Aha"
- (2011): "Go!" (com Karen O)
- (2012): "Big Mouth"
- (2012): "Disparate Youth"
- (2012): "The Keepers"
- (2016): "Can't Get Enough of Myself"
- (2016): "Who Be Lovin' Me"
- (2016): "Chasing Shadows"
- (2016): "Banshee"
- (2018): "Run the Road"
- (2022): High Priestess
- (2022): Ain't Ready
- (2022): Nothing
- (2022): Shake
- (2022): Fall First
- (2022): My Horror
- (2023): Witness

## Prêmios e indicações
| Ano  | Tipo                    | Nomeação                                   | Resultado |
| ---- | ----------------------- | ------------------------------------------ | --------- |
| 2008 | NME Awards USA          | Melhor Artista Revelação                   | Venceu    |
| 2008 | Q Awards                | Melhor Artista Revelação                   | Indicada  |
| 2008 | MTV Europe Music Awards | Melhor Vídeo ("L.E.S. Artistes")           | Indicada  |
| 2009 | BRIT Awards             | Melhor Artista Solo Feminino Internacional | Indicada  |
| 2009 | ASCAP Pop Music Awards  | Prêmio "Vanguarda"                         | Venceu    |